# Stig Borglind

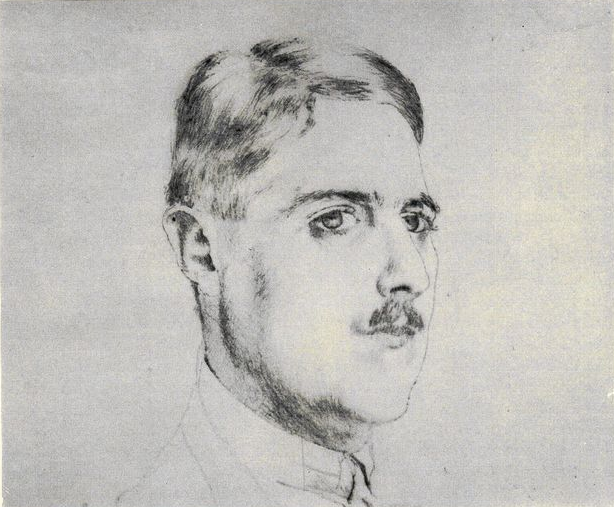
Stig Borglind 1922 - torrnål av Axel Fridell

Stig Borglind, född 18 november 1892 i Piteå, död 3 oktober 1965 i Svärdsjö, var en svensk grafiker och konstnär.
Borglind studerade 1917-1920 vid Kungliga Konsthögskolan. Han  blev främst känd för sina koppsticksliknande blad, ofta utförda som linjeetsningar, ibland som torrnålsgravyrer. Bland hans framstående verk märks torrnålsgravyren Akropolis (1938) och Månuppgång (1942, kopparstick och torrnål). Under 1940-talet arbetade han mycket med döda fåglar som motiv. 1942 erhöll Borglind greve Volpis hederspris vid Biennalen i Venedig som bäste utländske grafiker.
Borglind flyttade 1904 till Falun och bodde fram till sin död i Svärdsjö. Stig Borglind tillhörde den välkända grafikergruppen Falugrafikerna. På Dalarnas museum finns stora samlingar av Borglinds verk.
Han är även representerad på Nationalmuseum, Göteborgs konstmuseum Kalmar konstmuseum, och British Museum. 1960 blev han ledamot av Kungliga Akademien för de fria konsterna.